# Augusta Christie-Linde
Augusta Maria Christie-Linde (ur. 28 marca 1870, zm. 20 września 1953) – szwedzka zoolog. Skupiała się na badaniach zwierząt morskich. Pracowała na Uniwersytecie Sztokholmskim oraz w Szwedzkim Muzeum Historii Naturalnej.

## Życiorys

### Wczesne życie
Dorastała na farmie swoich rodziców niedaleko miasta Vingåker. W latach 1892–1894 pracowała jako nauczycielka w szkole dla dziewcząt w Hälsingland, a następnie w liceum koedukacyjnym w Sztokholmie. W 1898 roku wyszła mąż za starszego od niej o 22 lata mężczyznę.

### Edukacja
Ukończyła studia na Uniwersytecie w Uppsali w 1892 roku. W 1908 ukończyła kolejne studia na Uniwersytecie Sztokholmskim i zdobyła licencjat, a rok później zdobyła tytuł doktora również na Uniwersytecie Sztokholmskim.

### Kariera
W 1900 roku opublikowała swój pierwszy artykuł. Początkowo jej prace dotyczyły głównie ssaków, jednak później zaczęła się skupiać na zwierzętach morskich. Jej specjalizacją stały się osłonice. Od 1916 do 1940 roku pracowała w Szwedzkim Muzeum Historii Naturalnej w dziale bezkręgowców.

### Miejsce spoczynku
Zmarła w 1953 roku. Została pochowana na Norra begravningsplatsen w Solnie.